# Dublă viziune (Star Trek: Deep Space Nine)
„Dublă viziune” este cel de-al 29-lea episod din serialul american de televiziune științifico-fantastic Star Trek: Deep Space Nine. Este al nouălea episod al celui de-al doilea sezon.
Plasat în secolul al XXIV-lea, serialul urmărește aventurile de pe Deep Space Nine, o stație spațială situată în apropierea unei găuri de vierme stabile între cadranele Alfa și Gamma ale galaxiei Calea Lactee, în apropierea planetei Bajor. În acest episod, comandantul stației, Benjamin Sisko, începe să simtă afecțiune pentru o femeie care vizitează stația, dar ea este mai mult decât crede el la început.

## Prezentare
În timp ce privea stelele la nivelul Promenadei stației, Sisko întâlnește o femeie pe nume Fenna. După o scurtă conversație, Sisko descoperă că aceasta l-a părăsit fără să spună nimic. Mai târziu, când cei doi se întâlnesc din nou, Sisko o duce pe Fenna să facă un tur al stației, iar cei doi se îndrăgostesc rapid. Este prima scânteie de romantism pe care o simte de la moartea soției sale, Jennifer, cu patru ani mai devreme. Cu toate acestea, Fenna este evazivă atunci când Sisko o întreabă despre viața ei. Temându-se că ar putea avea probleme, Sisko îl roagă pe șeful securității Odo să o verifice, dar Odo nu găsește nicio înregistrare a cuiva care să corespundă descrierii ei pe stație.
Între timp, renumitul, dar egocentricul terraformator Gideon Seyetik, „una dintre cele mai strălucite minți ale Federației”, vizitează Deep Space Nine în drum spre următorul său proiect. Proiectul, pe care el îl consideră opera sa magna, constă în reaprinderea unei stele muribunde, astfel încât planetele care orbitează în jurul ei să poată susține viața; planul este de a trimite o navă fără echipaj uman care să transporte combustibilul necesar pe un curs de coliziune cu steaua.
Seyetik invită ofițerii superiori ai Deep Space Nine la cină la bordul Prometheus, nava care îl escortează în misiunea sa. El o prezintă pe soția sa, Nidell, care arată exact ca Fenna. După cină, Sisko discută în particular cu Nidell, însă ea se comportă ca și cum nu l-ar fi întâlnit niciodată. Mai târziu în acea seară, Fenna apare în cabina lui Sisko; ea susține că nu știe nimic despre Nidell. În timp ce îl sărută pe Sisko, ea dispare brusc într-un fascicul de energie.
Sisko și ofițerul științific Dax îl însoțesc pe Seyetik la bordul Prometheus pentru a observa misiunea de terraformare. Când Fenna apare din nou, Dax stabilește că Fenna nu este altceva decât energie pură. Între timp, Nidell este inconștientă și pe moarte. Seyetik explică faptul că Fenna este o proiecție telepatică a subconștientului lui Nidell, care apare în perioadele de stres emoțional. Ea nu mai este fericită în căsnicia ei, dar cum poporul ei se împerechează pe viață, nu-și poate părăsi soțul. Visele ei proiectate de libertate au creat-o pe Fenna, dar o și omoară.
În timp ce Sisko și Fenna discută despre natura existenței ei, Dax îl cheamă pe Sisko pe puntea de comandă: Seyetik s-a urcat la bordul navetei care transportă combustibilul direct în stea. Sisko încearcă să-l descurajeze, dar Seyetik este hotărât să-și elibereze soția. În timp ce se apropie de suprafața soarelui, strigă: „Să fie lumină!” Mai târziu, Nidell pleacă să se întoarcă pe lumea ei natală, fără să-și amintească de idila dintre Fenna și Sisko.